# مقاطعة جغتاي
مقاطعة جغتاي (بالفارسية: شهرستان جغتای) هي إحدى مقاطعات محافظة خراسان رضوي في إيران. كان عدد سكان المقاطعة سنة 2006 حوالي 45,970 نسمة.